# Hosejn Tawakkoli
Hosejn Tawakkoli (pers. ‏حسين توکلی‎; ur. 10 stycznia 1978 w Mahmudabadzie) – irański sztangista.
Złoty medalista olimpijski (2000), medalista igrzysk azjatyckich (2002) oraz mistrzostw Azji (1999, 2004) w podnoszeniu ciężarów. Startował w wadze ciężkiej (do 105 kg).

## Osiągnięcia

### Letnie igrzyska olimpijskie
- Sydney 2000 –  złoty medal (waga ciężka)

### Igrzyska azjatyckie
- Pusan 2002 –  brązowy medal (waga ciężka)

### Mistrzostwa Azji
- Wuhan 1999 –  złoty medal (waga ciężka)
- Ałmaty 2004 –  srebrny medal (waga ciężka)